# 騎兵隊 (映画)
『騎兵隊』（きへいたい、The Horse Soldiers）は、1959年のアメリカ合衆国の西部劇映画。監督はジョン・フォード、出演はジョン・ウェインとウィリアム・ホールデンなど。製作会社はユナイテッド・アーティスツ。

## 概要
南北戦争の戦いの一つビックスバーグの包囲戦の指揮をとったベンジャミン・グリアソン将軍がモデルになっている。
ジョン・リー・メイヒンとマーティン・ラキンの脚本は、ハロルド・シンクレア（1907-1966）の1956年の同名歴史小説を大まかに基にしている。1863年4月から5月にかけて、北軍のユリシーズ・グラント将軍が南部連合を分裂させるために行ったビックスバーグ作戦の際に、北軍騎兵隊がミシシッピ州を南下し、ミシシッピ川の要塞ビックスバーグを迂回した有名なグリアソン襲撃を脚色したもの。

## あらすじ
南北戦争中の1863年、北軍は南軍の拠点の一つであるミシシッピ州ヴィックスバーグの攻撃を決定、ジョン・マーロー大佐は敵の補給を断つためにニュートン駅を破壊する任を命ぜられる。それは、南軍の領土に深く入り込む危険な作戦だった。マーローの部隊に軍医のケンドール少佐が配属される。だが、マーローは、なぜか医者を毛嫌いしていた。
進軍中、マーローの部隊はある農園に宿泊する。女主人ハンナが士官たちをもてなしたが、それは、作戦を盗み聞きして南軍に密告するための計略だった。南部人であるハンナは北軍を憎んでいたのだ。マーローは、ハンナと女中のルーキーを捕らえ、隊に加えて出発する。
じゃじゃ馬なハンナは、脱走を図ったり、南軍に助けを求めたりするなど、マーローたちを困らせる。だが、戦闘の際には、ハンナも看護助手として献身的に働く。ニュートンの町を制圧したマーローの部隊は、補給路を経つために駅を破壊し、線路に焼きを入れて使用不能にする。
そんな中、ハンナはマーローの医者嫌いが過去に誤診で妻を亡くしたためだと知る。素っ気なく振る舞いながらも、ハンナは次第にマーローに好意を持ち始める。
マーローは、来た道を戻らずに、更に南下して安全なバトンルージュに抜けるルートを選択する。道中は全て南軍の領土である。南軍は近隣の士官学校からも兵士を出撃させる。それは16才以下の幼年学校の子供たちだった。マーローの部隊は発砲することなく、退却する。
マーローの部隊は危険な沼地を突破して、バトンルージュに至る。橋を渡れば北軍の領土である。だが南軍は、橋の向こうの無人地帯に大砲を設置し、待ち伏せていたのである。マーローの部隊は決死の強行突破で南軍を倒す。だが、更に後方からも南軍が迫って来る。ケンドール医師は、動かせない怪我人に付き添って、敢えて南軍側に居残ることを決める。ハンナに別れを告げて、マーローは橋を爆破し、任務を全うする。

## キャスト
| 役名                          | 俳優                        | 日本語吹替                     | 日本語吹替                                 | 日本語吹替                                   |
| 役名                          | 俳優                        | NET版                          | TBS旧版                                    | TBS新版                                      |
| ----------------------------- | --------------------------- | ------------------------------ | ------------------------------------------ | -------------------------------------------- |
| ジョン・マーロー大佐          | ジョン・ウェイン            | 納谷悟朗                       | 小林昭二                                   | 小林昭二                                     |
| ヘンリー・ケンドール少佐      | ウィリアム・ホールデン      | 近藤洋介                       | 近藤洋介                                   | 近藤洋介                                     |
| ハンナ・ハンター              | コンスタンス・タワーズ      | 武藤礼子                       | 小谷野美智子                               | 宗形智子                                     |
| カービー軍曹                  | ジャドソン・プラット        | 増岡弘                         |                                            | 藤本譲                                       |
| ウィルキー伍長                | ケン・カーティス            | 加藤修                         |                                            | 有本欽隆                                     |
| ルーキー                      | アリシア・ギブソン          | 中島喜美栄                     | 峰あつ子                                   | 尾崎桂子                                     |
| フィン・セコード大佐          | ウィリス・ボーシェイ        | 大木民夫                       | 上田敏也                                   | 上田敏也                                     |
| グラント将軍                  | スタン・ジョーンズ          | 島宇志夫                       | 平林尚三                                   | 阪脩                                         |
| ダンカー                      | ビング・ラッセル            | 渡部猛                         |                                            | 玄田哲章                                     |
| ホッピー・ホプキンス          | O・Z・ホワイトヘッド        | 肝付兼太                       | 山下啓介                                   | 嶋俊介                                       |
| クランプ助祭                  | ハンク・ウォーデン          | 吉沢久嘉                       |                                            | 藤城裕士                                     |
| 北軍大尉                      | チャック・ヘイワード        | 市川治                         |                                            | 屋良有作                                     |
| ジャッキー・ジョー            | デンヴァー・パイル          |                                |                                            | 飯塚昭三                                     |
| ヴァージル                    | ストローザー・マーティン    | 八奈見乗児                     | 藤本譲                                     | 野本礼三                                     |
| 司令官                        | バジル・ルイスダール        | 杉田俊也                       |                                            | 大久保正信                                   |
| マイルス大佐                  | カールトン・ヤング          |                                | 清川元夢                                   | 池田勝                                       |
| リチャード・グレイ少佐        | ウィリアム・レスリー        |                                |                                            | 幹本雄之                                     |
| スティーブ・ハルバート将軍    | ウィリアム・フォレスト      | 緑川稔                         |                                            | 藤本譲                                       |
| ヘンリー・グッドボディ保安官  | ラッセル・シンプソン        | 北村弘一                       |                                            | 大久保正信                                   |
| ミッチェル軍曹                | ジャック・ペニック          |                                |                                            | 池田勝                                       |
| ウィリアム・T・シャーマン将軍 | リチャード・H・カッティング | 上田敏也                       |                                            | 平林尚三                                     |
| 不明 その他                   | N/A                         | 国坂伸 森功至                  | 玄田哲章 野本礼三 鈴置洋孝 飯塚昭三 池田勝 | 山本竜 広瀬正志 鈴木れい子 小山梓 花咲きよみ |
| 日本語版スタッフ              |                             |                                |                                            |                                              |
| 演出                          |                             | 春日正伸                       | 小林守夫                                   | 小林守夫                                     |
| 翻訳                          | 大野隆一（字幕翻訳）        | 大野隆一                       | 木原たけし                                 | 木原たけし                                   |
| 効果                          |                             |                                |                                            |                                              |
| 調整                          |                             |                                |                                            |                                              |
| 制作                          |                             | 東北新社                       | 東北新社                                   | 東北新社                                     |
| 解説                          |                             | 淀川長治                       | 荻昌弘                                     | 関光夫                                       |
| 初回放送                      |                             | 1973年9月23日 『日曜洋画劇場』 | 1977年7月4日 『月曜ロードショー』          | 1983年5月26日 『名作洋画ノーカット10週』     |

※ハピネットから2023年6月2日に発売の「吹替シネマ2023」第2弾『騎兵隊-日本語吹替音声収録 4K レストア版-』にはNET版とTBS新版の2種類の日本語吹替を収録。NET版は一部音源の無い部分がオリジナル音声・日本語字幕となる。TBS新版は一言だけ台詞が欠落している箇所がありその部分をNETテレビ版の音源で補完している。